# GloZell
GloZell Lynette Green (nacida el 30 de julio de 1972), conocida simplemente como GloZell, es una personalidad de YouTube estadounidense. GloZell creó su canal de YouTube en 2008, con vídeos de entrevistas, comedias sobre su vida y parodias de canciones. En 2015, el canal había acumulado más de cuatro millones de suscriptores y más de 700 millones de visitas totales. Entre sus vídeos más populares se encuentran el del reto de la canela, que ha acumulado más de 60 millones de visitas, y el de "My Push up Bra will help me get my man", con más de 25 millones de visitas. Obtuvo gran notoriedad cuando su blog sobre el encuentro con Elijah Wood fue mencionado por el actor durante una entrevista en 2011 en Jimmy Kimmel Live! En 2012, apareció en la serie web Dr. Fubalous.
En 2015, GloZell entrevistó al presidente Barack Obama en un livestream de YouTube organizado en la Casa Blanca. En 2018, Green tuvo un pequeño papel como Little Debbie en Ralph Breaks the Internet.
En diciembre de 2020, se anunció que Green presentaría "The GloZell Show" con Million Stories Media.

## Primeros años
GloZell es hija de Gloria y Ozell Green, y su nombre es un portmanteau de los nombres de sus padres. Tiene una hermana, DeOnzell, que es cantante de ópera. En 1997, GloZell se graduó en la Universidad de Florida con una licenciatura en teatro musical.

## Carrera
En 2003, GloZell se trasladó a Hollywood, California, para dedicarse a la interpretación y la comedia. Se unió a The Groundlings y estudió a su comediante favorito, Jay Leno, asistiendo a 600 grabaciones consecutivas de The Tonight Show with Jay Leno. Comenzó un blog que incluía una serie de entrevistas con otros miembros del público en el programa de Leno, pero pronto comenzó a utilizar YouTube como anfitrión de vídeo para las entrevistas. Comenzó a crear y publicar vídeos de comedia originales cuando las personas que conoció en las grabaciones de Leno le dijeron que era divertida por sí misma. Su primer vídeo viral en YouTube, en 2008, fue "My Push up Bra will help me get my man"; en 2013, había conseguido más de 20 millones de visitas. Empezó a hacer vídeos cómicos en YouTube más frecuentes centrados en su vida diaria, imitaciones de famosos, parodias de canciones y modas de Internet. Algunos de sus primeros vídeos más populares eran sus "traducciones" de canciones pop, como "Tik Tok" de Kesha y "Rude Boy" de Rihanna.

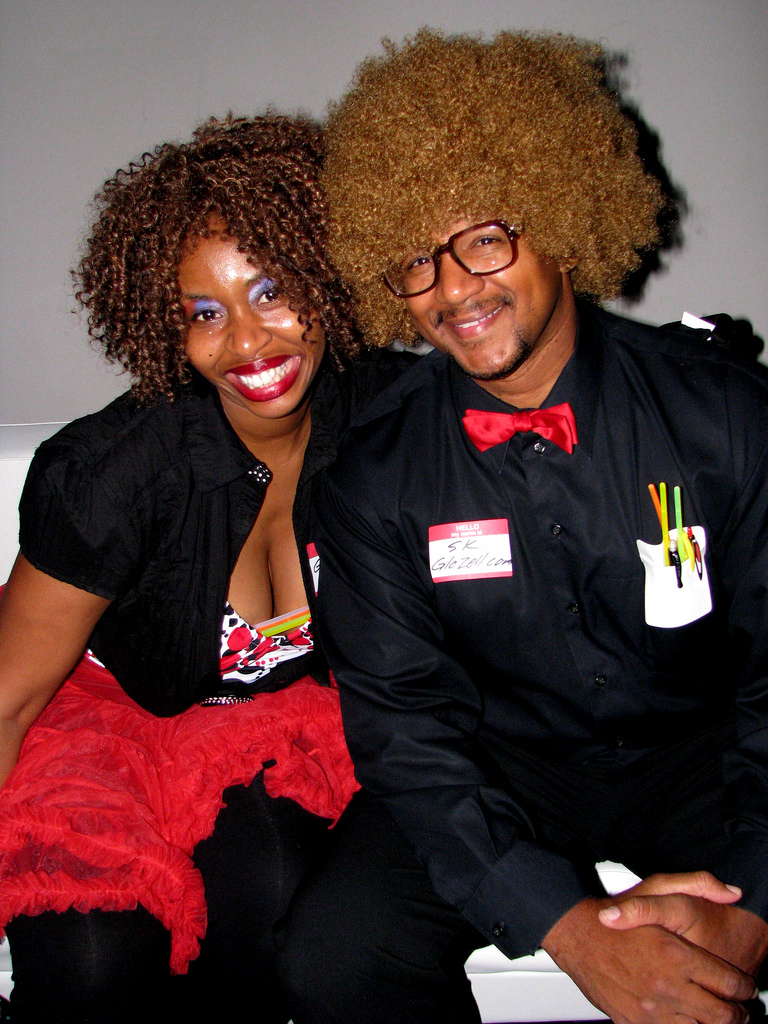
GloZell con su representante de talentos y entonces esposo Kevin "SK" Simon, en 2009

En 2011, GloZell se dio a conocer cuando el actor mencionó su vlog sobre el encuentro con Elijah Wood durante una entrevista en el programa Jimmy Kimmel Live!. Su vídeo del reto de la canela de 2012 se hizo popular rápidamente y ocupó el cuarto puesto en la "Viral Video Chart" de The Guardian en febrero de 2012. En 2016, había acumulado más de 48 millones de visitas. En junio de 2012, apareció en el vídeo Beauty and the Beat de Todrick Hall, que reimagina el comienzo de Beauty and the Beast de Disney, en el que Bella vive en un barrio afroestadounidense. También en 2012, GloZell apareció junto a Danny Trejo y Flavor Flav y otros personajes de YouTube como Antoine Dodson y Colleen Ballinger en la serie web musical Dr. Fubalous, en la que GloZell interpretaba a la "secretaria amante del aderezo ranchero" del doctor titular, Maude "Ma" Cakes.
GloZell ha actuado como monologuista en lugares como The Comedy Store, The Improv, el Laugh Factory, Showtime at the Apollo, Steve Harvey Talent Show y el J. Anthony Brown's J Spot Comedy Club. Ha aparecido en The Dr. Oz Show, 20/20, ABC News y MTV y ha aparecido en The Washington Post, Los Angeles Times, U.S. News & World Report, las revistas Ebony, Cosmopolitan, People y Forbes, entre otros medios. Cada año desde 2013, GloZell ha organizado un espectáculo gratuito de variedades en directo llamado GloZell Fest, con invitados famosos y de YouTube como Sisaundra Lewis, Meghan Tonjes, Frankie Grande, Miranda Sings y Far Young. También ha publicado un libro de poemas inspiradores titulado Wait! Let Me Tell You.
En mayo de 2013, GloZell lanzó su primer single, titulado "Pick Up After Your Dog", en la iTunes Store, y el vídeo musical fue lanzado poco después en YouTube. Ella lanzó su segundo single, "Glozell's Cinnamon Challenge", más tarde en mayo. En 2013, el canal de YouTube de GloZell había recibido más de 400 millones de visitas totales, con 2,7 millones de suscriptores, y se situó en el puesto 25 de los canales de comedia más vistos de YouTube. En 2015, el canal había acumulado más de 4 millones de suscriptores y más de 700 millones de visitas.
El 22 de enero de 2015, GloZell entrevistó a Barack Obama en una retransmisión en directo de YouTube organizada en la Casa Blanca Habló con él, entre otros temas, de los perfiles raciales y los tiroteos con agentes implicados, las relaciones con Cuba y la ciberseguridad. Al final de la entrevista, le entregó a Obama un pintalabios verde para que se lo diera a la primera dama y a sus hijos, pero se equivocó al decir: "Uno para tu primera esposa...", lo que provocó algunas risas entre el público de la sala. GloZell hizo una aparición como invitada en la comedia de Nickelodeon Game Shakers[cita requerida] y tuvo un papel en la película de 2015 The Wedding Ringer. Ella interpreta el papel de voz de la abuela Rosiepuff en la película de animación de DreamWorks Trolls. También tiene una docuserie, Glo All In, sobre ella y la búsqueda de su marido para tener un hijo, en última instancia, con una madre de alquiler.
En junio de 2016, GloZell publicó una autobiografía, Is You Okay?, escrita en colaboración con Nils Parker. En 2016, GloZell tuvo un papel protagonista como la cantante de jazz en la serie original de YouTube Red (ahora YouTube Premium) Escape the Night. El reparto de la serie, que incluía a ella, Shane Dawson, Joey Graceffa, Lele Pons y Sierra Furtado, ganó el premio Streamy al mejor reparto de conjunto. En 2017, Green lanzó un nuevo canal para preescolares llamado GloBugz!, la serie fue producida por Bunim/Murray Productions.
En 2018, Green tuvo un pequeño papel como Little Debbie en Ralph Breaks the Internet.

## Vida personal
El 9 de agosto de 2013, GloZell se casó con su mánager, Kevin Simon. El 4 de agosto de 2016, tuvieron una hija, O'Zell Gloriana De Green Simon, por gestación subrogada. En 2020, GloZell anunció que se había divorciado de Simon.